# Тахмурас
Тахмурас (Тахмурес; ср.-перс. Тахмуруп; авест. Тахма-Урупи, «Отважный, в лисий мех одетый» или «Отважная лиса, носящая шкуру») — мифический иранский царь. Согласно Алишеру Навои его престол находился в Мерве.

## Ранние и среднеперсидские источники
В «Замйад-яште» он назван обладателем хварно, «отважным Урупи, что носит лисий мех», который правил всей землей (её «семью каршварами»), людьми и дэвами, победил всех врагов и ездил верхом на Анхра-Манью по земле на протяжении 30 лет(Ахримана называют имеющим тело «бревнообразной ящерицы („лягушки“)»; однако позднейшие источники поясняют, что тот принял облик лошади). Тахма-Урупи приносил жертву Вайю («Рам-яшт»).
Сочинение «Суждения Духа разума» указывает, что Тахмуруп узнал от Злого духа семь способов письма, которые тот скрывал.
«Бундахишн» рассказывает, что в правление Тахмурупа люди переправлялись в другие кешвары (области) из Хванираса на спине гигантского быка Сарсаок, на котором был установлен в трёх местах священный огонь, и эти огни освещали ночью переправу, а когда ветер подул на алтарь огня, его часть попала в море (первая переправа на спине быка имела место двумя поколениями ранее, но там огонь не упоминается).
Правление Тахмурупа длилось 30 лет, он был предшественником Йимы, но их родственные связи «Малый Бундахишн» не указывает. В некоторых пехлевийских текстах он назван братом Йимы. В «Чихрдад-наске» он именовался вторым царем, который правил семью областями мира.
В «Ривайате» рассказана легенда о гибели Тахмураса. Однажды Ахриман спросил жену царя, не боится ли тот разъезжать верхом на злейшем из духов. Жена выведала у Тахмураса, что тот боится высоты, и выболтала секрет Ахриману. Тогда конь поскакал на гору Албурз, там у Тахмураса закружилась голова, и Ахриман сбросил его и сожрал. Тело его вытащил из желудка Ахримана Джамшид, после чего похоронил по зороастрийскому обряду.

## Образ в «Шахнаме»
Тахмурас — сын Хушенга и отец Джемшида, его царствование длилось 30 лет. Он первый из царей, про кого Фирдоуси отмечает, что он при воцарении обратился c речью к мобедам. Его мудрого советника звали Шейдасп.
Тахмурас продолжил культурные деяния отца, научив людей ткать и приручив собак, кошек, соколов и кур, а также произнеся речь о необходимости славить творца.
Тахмурас пленил Ахримана и оседлал его. В битве с бесами (дивами) Тахмурас разгромил их, треть их была убита, остальные попали в плен и, прося оставить им жизнь, научили царя писать на 30 языках.